# Star Pilots
Star Pilots war ein schwedisches Dance-Projekt.

## Hintergrund
Die Produzenten Johan Fjellström und Joakim Udd formten um 2008 ein Dance-Projekt um den Sänger Johan Becker. Jener war 2004 Gewinner der Castingshow Fame Factory und hatte bereits drei Top10-Singles in Schweden. Neben Becker agierten noch eine Reihe von Tänzern bei Star Pilots.
2009 nahm die Truppe am Melodifestivalen mit dem Titel Higher teil, konnte jedoch die Finalrunde nicht erreichen. Die Gruppe veröffentlichte insgesamt vier Singles und ist seit 2012 nicht mehr aktiv.